# École normale de musique de Paris
L' École normale de musique de Paris - Alfred Cortot, aussi appelée ENMP, est une école supérieure de musique privée fondée en 1919 par le pianiste et pédagogue Alfred Cortot et le pianiste et critique musical Auguste Mangeot, située dans le 17e arrondissement de Paris et assurant la formation de concertistes et d'enseignants.

## Historique
Concertiste de renommée internationale et professeur de piano au Conservatoire de Paris depuis 1907, Alfred Cortot se voit proposer en 1919 par le pianiste Auguste Mangeot, critique et directeur du Monde musical de créer ensemble une école de musique privée. L'objectif clairement annoncé est, dans un élan patriotique au lendemain de la Première Guerre mondiale, de limiter l'expansion du germanisme musical par la diffusion du répertoire français en accueillant les étudiants étrangers difficilement admis par le Conservatoire.
Dès l'origine, le programme pédagogique prévoit, outre la formation de futurs virtuoses, celle d’enseignants à laquelle Alfred Cortot est particulièrement attaché. Le double cursus, concert ou enseignement, permettant le développement de musiciens complets comporte, en plus des classes instrumentales, de musique de chambre et de direction d'orchestre, l'enseignement de la composition, de l'analyse, de la théorie, de l'histoire de la musique mais aussi de matières générales et de la pédagogie. Les six années d'étude sont sanctionnées par une licence soit de concert soit d'enseignement, à l'instar de celles accordées par les écoles supérieures de musique allemande (Musikhochschulen) et que ne délivre pas le Conservatoire de Paris.
Auguste Mangeot assure la présidence de l'école et Cortot, qui obtient dans un premier temps un congé de trois ans du Conservatoire, la direction artistique et celle du corps enseignant. Sa renommée lui permet de s'entourer des plus grands noms. Ainsi, en complément des cours assurés par une soixantaine de professeurs titulaires choisis pour leur qualification, Diran Alexanian, Jules Boucherit, Nadia Boulanger, Pablo Casals, Lucien Capet, Claire Croiza, Paul Dukas, Marcel Dupré, Philippe Gaubert, Gabrielle Giraud-Latarse, Hélène Guillou, Reynaldo Hahn, Maurice Hayot, André Hekking, Wanda Landowska, Lazare Lévy, Marguerite Long, Isidore Philipp, Blanche Selva, Igor Stravinsky, Jacques Thibaud acceptent en 1921 de donner chacun six classes de maître ouvertes aux élèves de l'école et aux lauréats des conservatoires français ou étrangers.
En 1927, l'école, bien que restant un établissement privé d'enseignement, est placée sous la double tutelle, honorifique, des ministères de l'Instruction publique et des Beaux-Arts et des Affaires étrangères. Installée à l'origine rue Jouffroy avec une annexe rue d'Athènes, l'École emménage en 1927 à l'angle du boulevard Malesherbes. Les salles de cours se voient complétées en 1929 par une salle de concert attenante rue Cardinet dans laquelle se produit l'Orchestre de chambre de l'École sous l'égide de la société musicale des Concerts privés de l'École normale fondée par Alfred Cortot.
Les élèves ont, entre 1930 et 1937, l'occasion d'exécuter des programmes de musique contemporaine, parfois inédite, d'auteurs comme Bohuslav Martinů, Ottorino Respighi, Georges Enesco, Arthur Hoérée, Germaine Tailleferre, Ernest Bloch, Darius Milhaud, Jean Huré, Paul Hindemith, Leoš Janáček, Eugène Ysaÿe, Arthur Honegger, Gustav Mahler, Pablo Casals, Manuel de Falla, Francis Poulenc, Lili Boulanger, Claude Debussy, Georges Migot, Albert Roussel, Jacques Ibert, Henri Tomasi et d'accompagner des solistes tels que Zino Francescatti, Dany Brunschwig, Georges Blanpain, Diran Alexanian, Roger Cortet, Émile Vuillermoz, Micheline Kahn, titulaires de l'Orchestre, ou encore Arthur Honegger, Marya Freund, Pablo Casals, Manuel de Falla, Georges Enesco, Magda Tagliaferro, Alfredo Casella, Jacques Thibaud, Wanda Landowska, Sergueï Prokofiev, Yvonne Lefébure, Francis Poulenc, Maurice Vieux, Pierre Fournier, Claire Croiza ou Pierre Bernac.
Cortot joue, quand il ne dirige pas, dans soixante-deux de ces concerts privés qu'il organise lui-même. Dans le même temps il donne cent quatre-vingt-trois cours public et publie la plupart de ses ouvrages pédagogiques, Les Principes rationnels de la technique pianistique et les soixante-seize Éditions de travail consacrées aux maîtres du piano de la période romantique, Frédéric Chopin, Robert Schumann, Franz Schubert, Franz Liszt, Carl Maria von Weber, Felix Mendelssohn et Johannes Brahms.
Il a pour assistants à l'École, le pianiste Jules Gentil, titulaire de l'une des classes supérieures et son plus proche collaborateur, Éva Dumesnil, Blanche Bascourret, Gabrielle Giraud-Latarse, qui furent ses répétitrices au Conservatoire et qu'il nomma professeurs à l'École normale ; Magdeleine Panzéra-Baillot le fut également.
En 1939 le poste d'administrateur-délégué est confié à André Bernheim et Cortot prend la présidence. En 1943, Cortot rachète 792 actions de l'école « pour s'assurer, en tant que président, une majorité nécessaire ». Se succèdent à la direction de l'École Joseph Morpain, Jacques Feschotte, Pierre d'Arquennes, Pierre Petit, qui en assure la direction pendant plus de trente-cinq ans, et Henri Heugel de 1998 à 2012. Cortot donne son dernier cours public à l'École, sur les Sonates de Beethoven, le 15 novembre 1961. Après sa mort, Serge Sandberg, Charles Munch, Henri Dutilleux, Rémy Boissonnas puis Thierry Jacquillat, assurent successivement la présidence de l'École.
Le poète Paul Valéry appelait cette institution : « la maison d'or ».

## Bâtiments
L'École est tout d'abord installée au numéro 64 de la rue Jouffroy dans le 17e arrondissement de Paris. La Salle de la Société des Agriculteurs de France, au 8 rue d'Athènes, est utilisée pour les concerts d'élèves,. L'hôtel de la rue Jouffroy se révélant rapidement exigu, la marquise de Maleissye fait don à Alfred Cortot en 1927 de son hôtel particulier situé au 114 bis boulevard Malesherbes, régulièrement fréquenté par Marcel Proust. Il s'agit d'un bâtiment de style « Belle Époque » construit en 1881 par l'architecte Léopold Cochet pour la famille Rozars.

Architecture intérieure
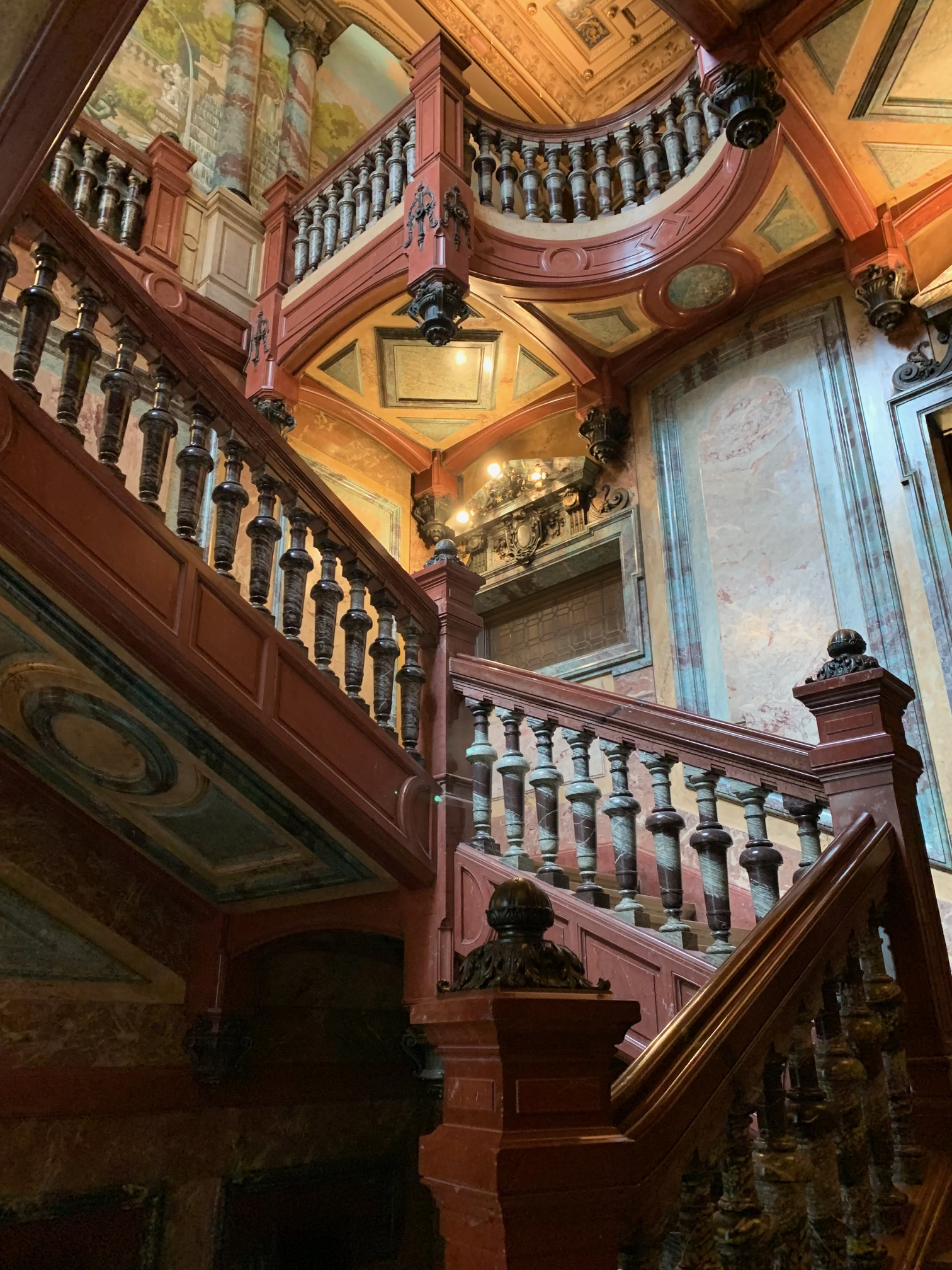
Escaliers
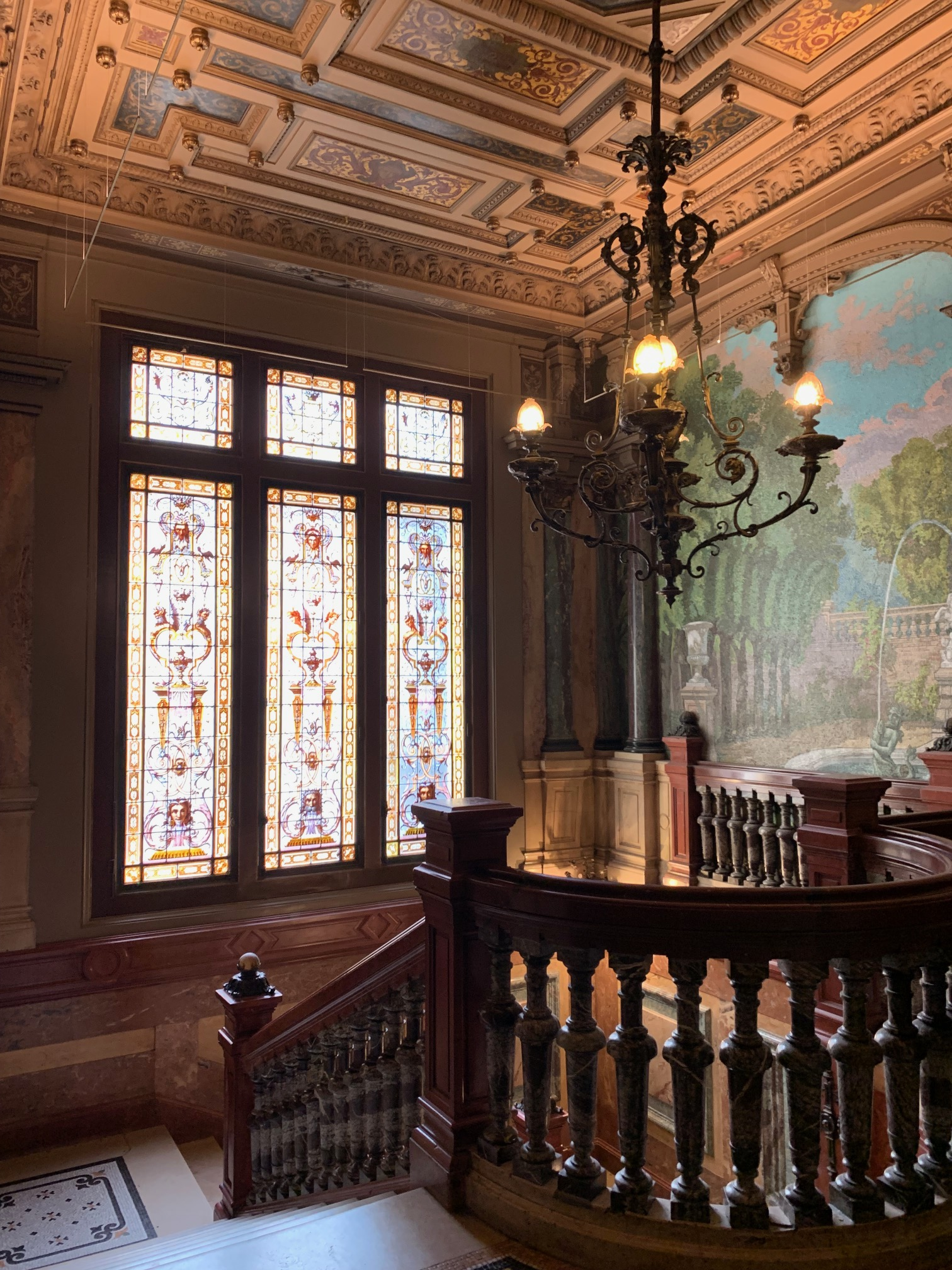
Entresol
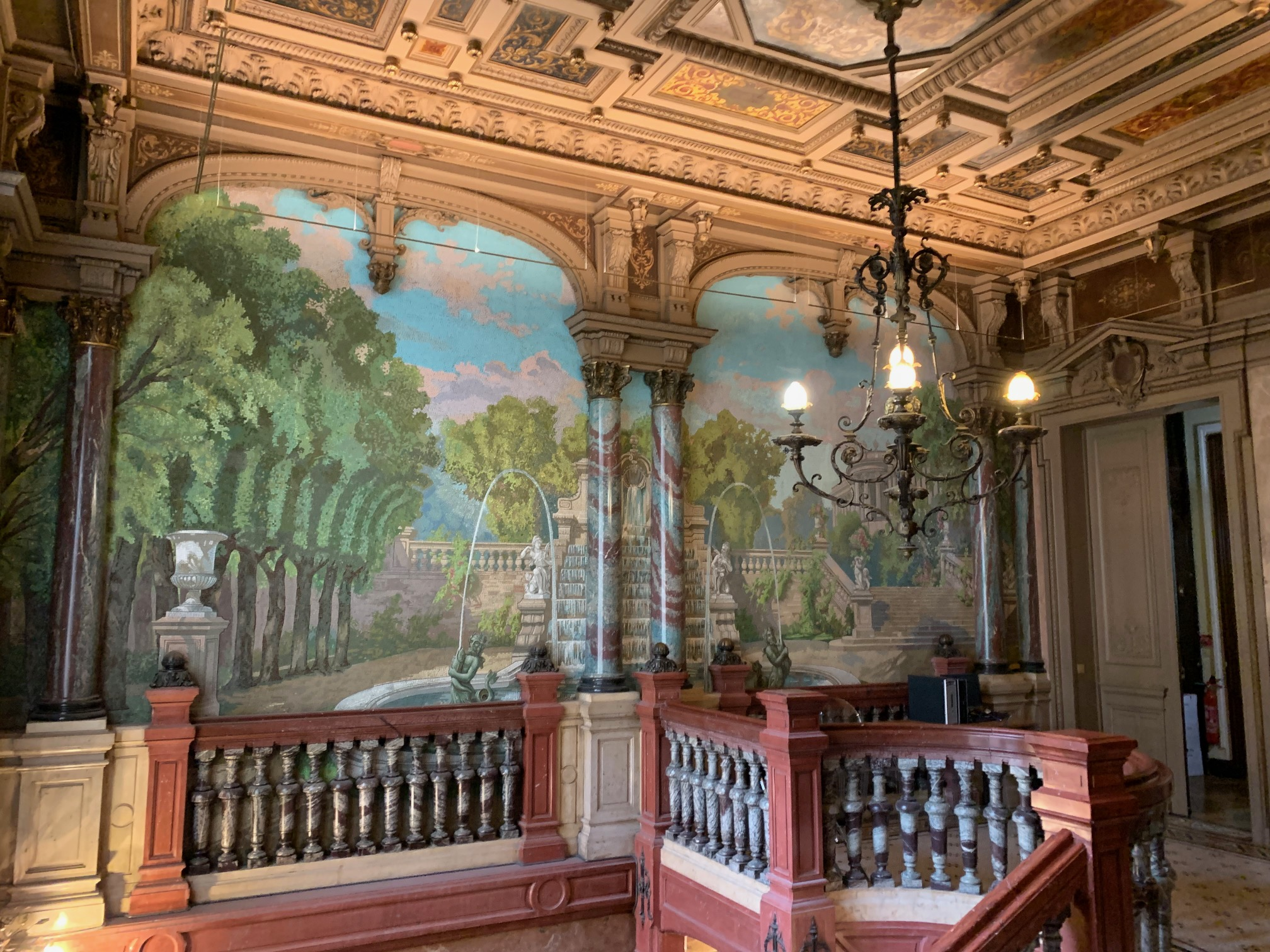
Fresques

Les façades, les toitures et le passage cocher bénéficient d'une inscription au titre des monuments historiques par un arrêté du 14 avril 1987 et certains décors intérieurs du rez-de-chaussée et des deux étages (escalier, anciens salons, boudoir, salles à manger, cabinet de travail, billard, salle d'étude, chapelle) sont classés au même titre par un arrêté de la même date.

## Salle Cortot
La salle de concert dite Salle Cortot, attenante à l'École, est construite entre octobre 1928 et juin 1929 par Auguste Perret (l'architecte du théâtre des Champs-Élysées), aux numéros 76 et 78 de la rue Cardinet, à l'emplacement des écuries de l'hôtel Rozars. Sa structure est constituée de béton armé laissé apparent, alors que seuls les colonnes et les balcons reçoivent un décor doré. Elle a une capacité de 400 places et la scène peut recevoir jusqu'à 25 musiciens. Son architecture novatrice et son acoustique exceptionnelle la font remarquer par la critique lors de son ouverture. Son exiguïté et son aménagement ingénieux l'ont fait surnommer l'« armoire ». C'est ici, le 18 mars 1950, que sera créée en concert la Symphonie pour un homme seul de Pierre Schaeffer, inventeur de la musique concrète avec Pierre Henry. Le bâtiment bénéficie d'un classement au titre des monuments historiques par un arrêté du 9 octobre 1999.

## L’École normale de musique aujourd'hui
Présidée par Xavier Moreno, l'École est dirigée depuis le 1er décembre 2022 par Murielle Hurel-Mezghrani.
Marc-Antoine Pingeon en est le directeur des études depuis 2018. Elle accueille 800 élèves chaque année et dispose d'un corps enseignant de 130 professeurs dans toutes les disciplines de la musique classique, instrumentales ou vocales : alto, chant, clarinette, contrebasse, flûte traversière, piccolo, guitare, harpe, hautbois, piano, violon, violoncelle, théoriques, spécialisées ou complémentaires : accompagnement, analyse musicale, composition, direction d'orchestre, éveil musical, formation musicale, histoire de la musique, musique de chambre.
Établissement reconnu par le ministère de la Culture, son objectif est de :

« former des musiciens complets, c’est-à-dire non seulement capables d'exceller dans la pratique d’un instrument, du chant, de la musique de chambre ou d’une spécialité telle que la composition, la Musique de film mais possédant aussi des connaissances solides dans toutes les disciplines complémentaires telles que solfège, analyse, histoire de la musique… »

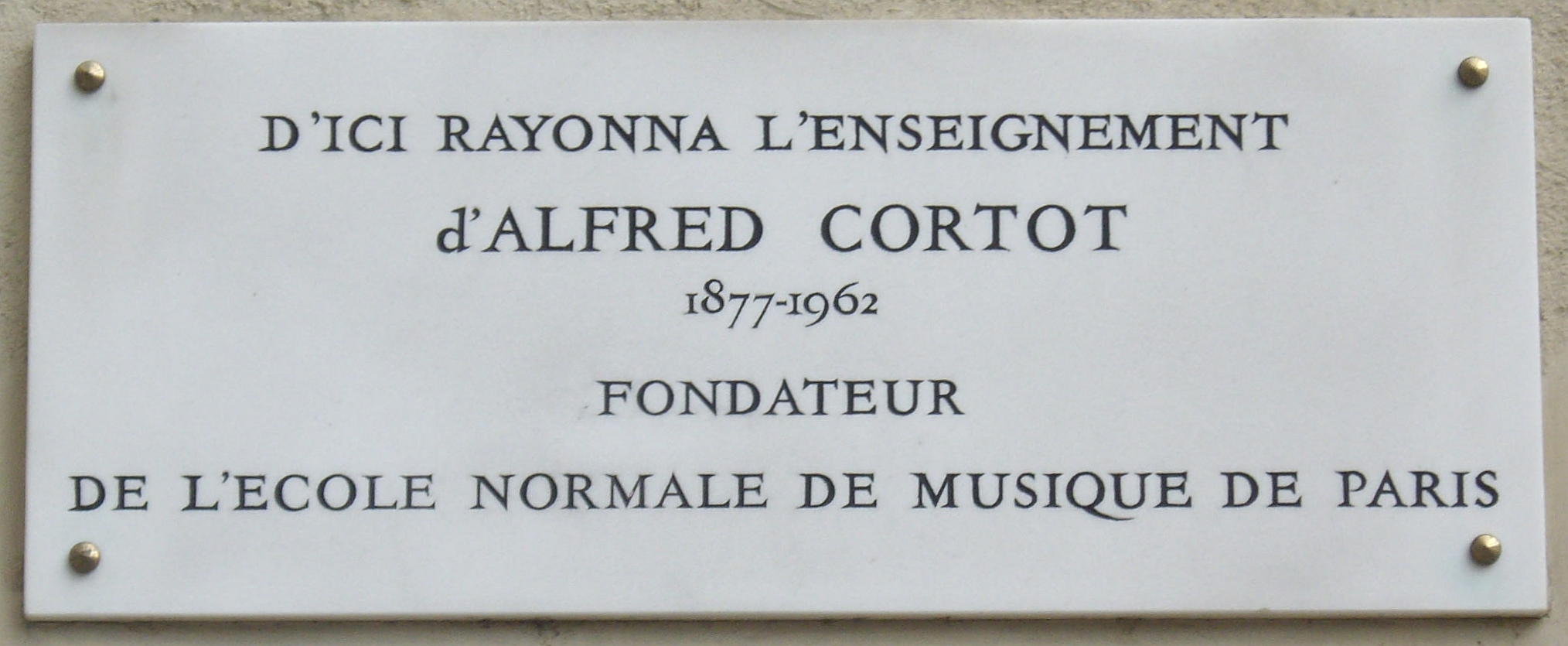
Plaque en hommage à Alfred Cortot apposée sur la façade de l'École.

Elle offre quatre types d'enseignements :
- la préparation à une carrière de concertiste, de chef d'orchestre, de compositeur et aux concours internationaux ;
- la préparation à une carrière de pédagogue[26] avec le cursus Enseignement ;
- des classes d'initiation musicale et instrumentale pour les enfants ;
- des classes pour les amateurs de tous niveaux à l'exception des débutants.

L'enseignement professionnel est organisé en trois cycles : préparatoire, supérieur et de perfectionnement. Le cycle supérieur est validé par un « brevet d'exécution » puis, soit par un « diplôme d'exécution » soit par un « diplôme d'enseignement », puis, soit par un « diplôme supérieur d'exécution », soit par un « diplôme supérieur d'enseignement ». Le cycle de perfectionnement est sanctionné par un « diplôme supérieur de concertiste » (instrument ou chant), autrefois enregistré au niveau 7 du répertoire national des certifications professionnelles.

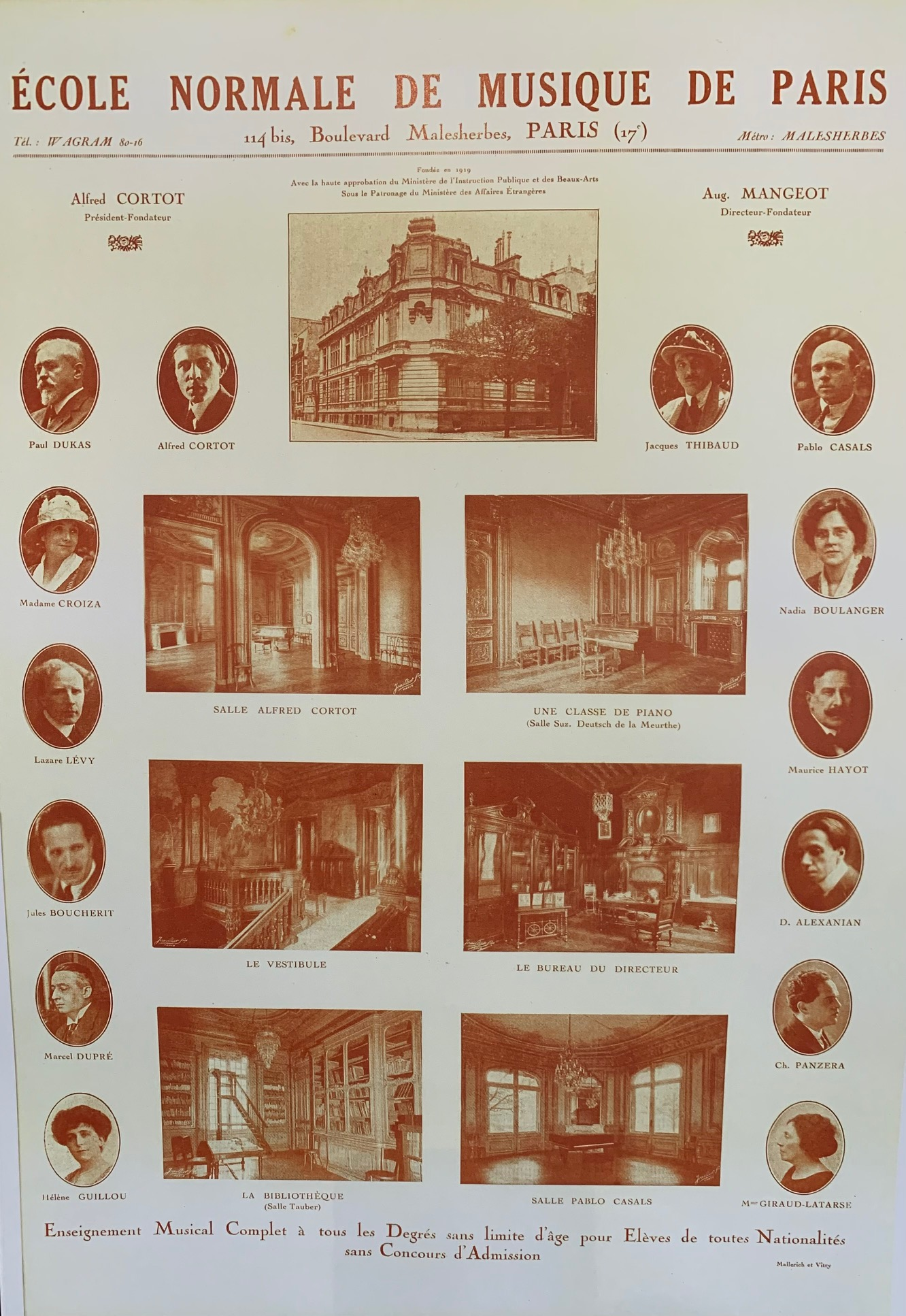
Affiche d'origine de l'École normale de musique de Paris.